# Egitto ai Giochi della XXV Olimpiade
L'Egitto partecipò ai Giochi della XXV Olimpiade, svoltisi a Barcellona, Spagna, dal 25 luglio al 9 agosto 1992, con una delegazione di 75 atleti impegnati in tredici discipline.